# Abbaye de Tihany
L'abbaye de Tihany (hongrois : Tihanyi apátság, prononcé [ˈtihɒɲi ˈɒpaːtːʃaːg]) est une abbaye appartenant à la Congrégation bénédictine hongroise. Située à Tihany, au bord du lac Balaton, cette abbaye a été fondée en 1055 par le roi André Ier.  